# La Pluie de printemps
Pour plus de détails, voir Fiche technique et Distribution.
La Pluie de printemps (titre original : A Walk in the Spring Rain) est un film américain réalisé par Guy Green, sorti en 1970.

## Fiche technique
- Titre original : A Walk in the Spring Rain
- Titre français : La Pluie de printemps
- Réalisation : Guy Green
- Scénario : Stirling Silliphant d'après un roman de Rachel Maddux
- Direction artistique : Malcolm C. Bert
- Décors : Morris Hoffman
- Costumes : Donfeld
- Photographie : Charles Lang
- Montage : Ferris Webster
- Musique : Elmer Bernstein
- Production : Stirling Silliphant
- Société de production : Pingree Productions
- Société de distribution : Columbia Pictures
- Pays de production :  États-Unis
- Langue originale : anglais
- Format : Couleur (Eastmancolor) — 35 mm — 2,35:1 — son : Mono (Western Electric Sound System)
- Genre : drame
- Durée : 98 minutes
- Dates de sortie : 
  - États-Unis : 17 juin 1970 (New York)
  - France : 2 décembre 1970

## Distribution
- Anthony Quinn : Will Cade
- Ingrid Bergman : Libby Meredith
- Fritz Weaver : Roger Meredith
- Katherine Crawford : Ellen Meredith
- Tom Holland : Un garçon
- Virginia Gregg : Ann Cade
- Mitchell Silberman : Bucky